# Vern Mikkelsen
Arild Verner Agerskov „Vern” Mikkelsen (ur. 21 października 1928 we Fresno w stanie Kalifornia, zm. 21 listopada 2013 w Wayzata w stanie Minnesota) – amerykański koszykarz duńskiego pochodzenia, silny skrzydłowy.  Czterokrotny mistrz NBA, członek Basketball Hall of Fame oraz trener. 
Mierzący 201 cm wzrostu koszykarz studiował na Hamline University. W 1949, poprzez draft, został koszykarzem Minneapolis Lakers - w klubie tym spędził całą karierę w NBA (do 1958). Z Lakers zdobył cztery tytuły mistrzowskie (1950, 1952–54). Sześć razy brał udział w NBA All-Star Game. 

## Osiągnięcia
College
- Mistrz NAIA (1949)
- Zaliczony do:
  - składu All-American (1949)
  - Akademickiej Galerii Sław Koszykówki (2006)[3]
- Lider NCAA Division II w skuteczności rzutów z gry[4]

NBA
- 4-krotny mistrz NBA (1950, 1952–1954)[1]
- Wicemistrz NBA (1959)[1]
- Uczestnik meczu gwiazd:
  - NBA (1951–1953, 1955–1957)[5]
  - Legend NBA (1964)[6]
- Wybrany do:
  - II składu NBA (1951–1953, 1955)[7]
  - Koszykarskiej Galerii Sław (Naismith Memorial Basketball Hall Of Fame - 1995)[8]
- Lider wszech czasów NBA w liczbie dyskwalifikacji (127)[9]